# Katedra św. Zenona w Pistoi
Katedra św. Zenona w Pistoi (wł.: Cattedrale di San Zeno) – najważniejszy kościół rzymskokatolicki w Pistoi (Toskania, Włochy) poświęcony świętemu Zenonowi z Werony. Katedra zlokalizowana jest w centrum miasta, na placu Piazza del Duomo.

## Historia
Obecny budynek katedry pochodzi prawdopodobnie z XII wieku. Po pożarze poprzedniej katedry w roku 1108 zbudowano na jego miejscu nowy, którego ołtarz poświęcono w 1145 roku. W roku 1202 katedra znów została zniszczona przez pożar, a w 1298 roku trzęsienie ziemi uszkodziło budynek.
Romańska fasada pochodzi z 1379–1440. Została ozdobiona trzema rzędami loggii i portykiem.
Przy kościele stoi kampanila.